# Gezond Verstand (tijdschrift)
Gezond Verstand is een Nederlands tijdschrift, gewijd aan alternatieve verklaringen en vermeende complotten. De redactie van het blad zelf stelt artikelen te brengen die de lezer objectief en waarheidsgetrouw informeren. Café Weltschmerz zegt over het blad dat aandacht wordt besteed aan onderwerpen die in de "mainstreammedia" onderbelicht worden of vertekend worden weergegeven.
De eerste editie van het blad verscheen eind september 2020 in een oplage van 1 miljoen die deels huis aan huis werd verspreid. Het blad verschijnt veertiendaags en wordt vooral via abonnementen verspreid; daarnaast wordt het in de losse verkoop verkocht via de reguliere boekhandel. De oplage is naar verluidt 100.000 (december 2021).
Gezond Verstand is een uitgave van het persagentschap Gezond Verstand Media BV te Utrecht. Dit bedrijf wordt geleid door Jan van Aken, tevens secretaris-generaal van de European Federation of Energy Traders. Het bedrijf is een 100% dochter van Stichting Gezond Verstand, eveneens onder voorzitterschap van Jan van Aken. De Stichting heeft volgens opgaven aan de Kamer van Koophandel in 2022 één werknemer.

## Inhoud en redactie
In de eerste uitgave werden vraagtekens geplaatst bij de officiële lezing over de COVID-19-pandemie. Ook wordt de suggestie gewekt dat de instorting van het World Trade Center in 2001 door de Amerikanen zelf zou zijn veroorzaakt. Daarnaast wordt de opwarming van de Aarde door menselijke CO2 een 'mythe' genoemd.
Hoofdredacteur van Gezond Verstand is Karel van Wolferen, emeritus hoogleraar en oud-correspondent van de NRC. De Universiteit van Amsterdam distantieerde zich in oktober 2020 middels een persverklaring van zijn journalistieke activiteiten omdat Van Wolferen zou bijdragen "aan desinformatie over grote problemen als het coronavirus en klimaatverandering".
Redactie en uitgever stelden bij oprichting van het blad de intentie te willen komen tot een tweewekelijkse oplage van 100.000 stuks. Voor de verspreiding maakt Gezond Verstand gebruik van het netwerk van De Andere Krant.

## Ontvangst
Door de Volkskrant en Trouw geraadpleegde wetenschappers stellen dat er zeker vraag is naar 'alternatieve verklaringen en complottheorieën'. In De Groene Amsterdammer wijst een complotdeskundige op een onderzoek waaruit blijkt dat een op de drie Nederlanders een sterk anti-overheidsstandpunt heeft, hetgeen bijdraagt aan de belangstelling voor dit soort media. De berichtgeving van De Groene en in Pointer (KRO-NCRV) leidde tot enkele klachten bij de Raad voor de Journalistiek. De Raad oordeelde hierover op 12 juli 2021 dat De Groene Amsterdammer op zorgvuldige wijze over Gezond Verstand had bericht, waarbij een omissie op passende wijze werd rechtgezet. Het stond De Groene vrij de inhoud te classificeren als desinformatie en de auteurs te duiden als complotdenkers. Door banden  met de rechts-radicale John Birch Society te veronderstellen, hadden de betrokken persorganen echter niet zorgvuldig gehandeld.

### Kritiek
Gezond Verstand is vanaf het verschijnen van het eerste nummer omstreden. De NOS merkte op dat er in het tijdschrift veel aandacht is voor Rusland, en suggereert een verband met actieve Russische bemoeienis die de NRC bij De Andere Krant zou hebben aangetoond. Follow the Money noemt "veel van de medewerkers van het blad" uitgesproken pro-Russisch.
Verscheidene Kamerleden en betrokkenen bij het coronabeleid in Nederland betichtten het blad van het verspreiden van desinformatie. Eind oktober 2020 zorgden de ketens Bruna en AKO voor enige beroering door aan te kondigen het blad in de schappen te zullen leggen. Minister Kajsa Ollongren liet in een reactie weten dat er van een verbod geen sprake kan zijn.

### Hoe Nu Verder?
In de aanloop naar de gemeenteraadsverkiezingen van 16 maart 2022 speelde de Stichting Gezond Verstand een belangrijke rol bij de verspreiding van het huis-aan-huisblad Hoe Nu Verder?, een initiatief van De Andere Krant, in samenwerking met de Vereniging van Vrije Journalisten en een handvol kleinere organisaties en personen. Ook dit blad kenmerkte zich door de verbreiding van complottheorieën en wantrouwen jegens de overheid.